# Pławno (powiat drawski)
Pławno (niem. Plagow) – wieś sołecka w Polsce położona w województwie zachodniopomorskim, w powiecie drawskim, w gminie Czaplinek. W latach 1975–1998 miejscowość administracyjnie należała do województwa koszalińskiego. W roku 2007 wieś liczyła 115 mieszkańców.

## Geografia
Wieś leży ok. 3 km na południe od Czaplinka, przy drodze wojewódzkiej nr 177, ok. 1 km na północny wschód od jeziora Krzemno, ok. 1 km na północ od jeziora Krzemienko, między Czaplinkiem a Mirosławcem. Na północ od wsi okolica jest typowo rolnicza, na południe od niej rozciągają się lasy stanowiące skraj kompleksu leśnego, zwanego Borami Krajeńskimi. Są to w większości lasy iglaste, z przewagą sosny, rosnące na słabych, sandrowych piaszczystych glebach, ale gdzieniegdzie bory te, z dużą domieszką świerka przypominają puszcze północno-wschodniej Polski. 

## Zabytki i atrakcje turystyczne
- ceglana gorzelnia objęta jest ochroną konserwatorską, znajduje się obok dworu, pochodzi z początku XX wieku.
- mały pałacyk, właściwie większy dwór, zbudowany w stylu neoklasycystycznym, jest starszy o około 40 lat, stoi niedaleko w otoczeniu niewielkiego parku.
- stanowisko archeologiczne "Kamienne kręgi z Pławna", na które składają się trzy kręgi kamienne i trzy kurhany sprzed ok. 2 tys. lat,  pozostałość po wschodniogermańskim ludzie Gotów (kultura wielbarska)[3].